# 카밀라 오베르뷔에 로스
카밀라 오베르뷔에 로스(덴마크어: Camilla Overbye Roos, 1969년 1월 19일 ~ )는 덴마크의 배우이다.
코펜하겐에서 태어났다.

## 출연 작품

### 영화
- 범죄의 요소 (1984)
- 화이트 스콜 (1996)
- 살인 키스 (1997, Vicious Circles)
- 타이타닉 (1997) - 헬가 달 역
- 온 더 보더 (1998, On the Border)
- 유주얼 서스펙트 2 (1999, The Contract)
- 더 길티 (2000)
- 인페스티드 (2002, Infested)